# گادیفر دو لا سال

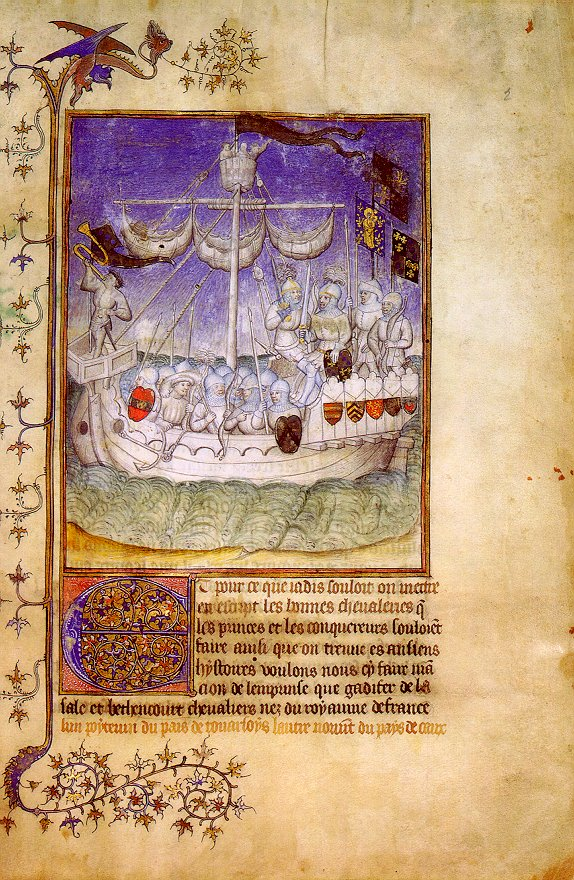
مینیاتوری از نسخه خطی قرون وسطایی به نام جزایر قناری (Le Canarien)، که گادیفر دو لا سال را در کشتی خود در طی سفر وی به آن جزایر در سال ۱۴۰۲ به تصویر می‌کشد.

گادیفر دو لا سال (فرانسوی: Gadifer de la Salle‎) (زاده ۱۳۴۰- درگذشته ۱۴۱۵) یک شوالیه و جنگجوی صلیبی فرانسوی و اهل ناحیه پوآتو (فرانسوی: Poitou‎)بود. وی در سفر کاوشی ژان دو بتنکور به جزایر قناری، او را مشایعت نموده و در فتح آن جزایر، برای پادشاهی کاستیل مشارکت داشت.

## زندگی
گادیفر دو لا سال فرزند فرناند دو لا سال، در حدود سال ۱۳۵۰ در خانواده ای از خرده اشراف پوآتو، به دنیا آمد. گادیفر ابتدا زیر نظر فیلیپ اول، دوک بورگوندی خدمت نموده و بعداً به خدمت دوک بری درآمده و یکی از نزدیکان وی شد.
گادیفر در مبارزات فرانسه علیه انگلستان در طی جنگ صد ساله (۱۳۳۷ الی ۱۴۵۳) شهرتی کسب کرده نمود. در سال ۱۳۷۸ دوک بری هزینه سفر او را برای شرکت در یک جنگ صلیبی شوالیه‌های تتونیک در پروس تأمین نمود. او با شوالیه‌های مهمان‌نواز در رُدس خدمت نموده و بخشی از هیئتی بود که توسط لوئی یکم، دوک آنژو به
جمهوری ونیز فرستاده شد. گالی‌های آنها توسط جمهوری راگوسا تصرف شد و احتمالاً لوئی، باج آزادی گادیفر را پرداخت نموده است.
وی در سال ۱۳۹۰ و در جریان جنگ صلیبی بربری در شمال آفریقا، تحت فرمان دوک بوربن در محاصره مهدیه بود. این لشکرکشی توسط جنوایی‌ها برای مقابله با دزدان دریایی سازماندهی شده بود.
او در آنجا با ژان دو بتنکور، که قبلاً در دوران خدمت در دوک اورلئان، با او آشنا شده بود را ملاقات نمود. بتنکور بعداً املاک خود را به ودیعه گداشت تا بتواند هزینه سفر به جزایر قناری را تأمین نماید.گادیفر دو لا سال در لا روشل به بتنکور پیوست.
در این سفر اکتشافی، برادر پیر بونتیه (فرانسوی: Pierre Bontier‎)، یکی از رهبانان فرانسیسکن از سنت ژوان دو مارن که بعداً در لانزاروته خدمت نمود، و ژان لو وریر(فرانسوی: Jean le Verrier‎)، کشیشی که بعداً در فوئرته‌ونتورا به عنوان قائم مقام مَطران در کلیسای بانوی ما در بتنکور منصوب شد، حضور داشتند. بونتیه و لو وریر به عنوان مورخان این سفراکتشافی خدمت نمودند.
در سال ۱۴۰۲ آنها لانزاروته، شمالی‌ترین جزیره مسکونی را از سیطره روسای محلی گوانچه درآورده و تسخیرنمودند. گادیفر سپس به کاوش و تسخیر سایر جزائر پرداخته و در همان زمان بتنکور به کادیس حرکت نمود تا و از دربار کاستیل کمک‌های نظامی و مالی لازمه را دریافت نماید. در نبود بتانکور، جنگ قدرتی در جزیره بین گادیفر و برتان، یکی دیگر از افسران درگرفت. برتان تمایل داشت تسخیر جزایر را رها نموده و با محموله ای از بردگان بازگردد. در حالی که گادیفر در حال کاوش در جزیره دیگری بود، برتان تقریباً با تمام کشتی‌ها، گادیفر را در جزیره ای رها گرده تا نهایتاً در جزیره فوت کند. گادیفر و مردانش حدود یک هفته را در آن جزیره گذراندند و با رفع تشنگی از شبنم جمع شده روی پتوهایشان زنده ماندند. سرانجام سربازی که هنوز به گادیفر وفادار بود، با یکی از کشتی‌های باقی مانده به نجات آنها شتافت. در سال ۱۴۰۳، پس از ورود یک کشتی تدارکاتی که توسط بتنکور فرستاده شد، گادیفر توانست فتح جزایر را کامل کند و نیروهای خائن را سرکوب و ریشه کن نماید. در اوایل سال ۱۴۰۴ جمعیت بومی به مسیحیت گرویدند، در اواخر همان سال بتنکور نیز به مجمع الجزایر قناری بازگشت. دو لا سال و بتنکور در سال ۱۴۰۴ شهر بتانکوریا را در تأسیس نمودند.
هنری سوم پادشاه کاستیل، به عنوان احترام و قدردانی بتنکور را به عنوان پادشاه جزایر قناری منصوب نمود. گادیفر که احساس می‌کرد مورد توهین قرار گرفته بود، جزایر قناری را ترک نمود و از دادگاه کاستیل درخواست جبران مافات نمود. و سرانجام هنگامی که این درخواست وی مورد پذیرش قرار نگرفت، به فرانسه بازگشت.